# Merrill Moses
Merrill Moses (Harbor City, 13 de agosto de 1977) é um jogador de polo aquático estadunidense, medalhista olímpico.

## Carreira
Moses disputou três edições de Jogos Olímpicos pelos Estados Unidos: 2008, 2012 e 2016. Seu melhor resultado foi a medalha de prata nos Jogos de Pequim.